# Zwierki
Zwierki (dawn. Żwierki)  – wieś w Polsce położona w województwie podlaskim, w powiecie białostockim, w gminie Zabłudów.
Prawosławni mieszkańcy wsi należą do parafii Zaśnięcia Najświętszej Marii Panny w Zabłudowie, a wierni kościoła rzymskokatolickiego do parafii św. Apostołów Piotra i Pawła w Zabłudowie.

## Historia
Wieś założono w XVI w.
W XVIII w. we wsi istniała cerkiew prawosławna, ściśle związana z Monasterem Zaśnięcia Matki Bożej w Zabłudowie, który jako jeden z nielicznych nie przyjął postanowień unii brzeskiej (cerkiew zabłudowska po 1596 r., pozostała nadal ortodoksyjną). Spłonęła ona jednak doszczętnie w 1746 r.
W końcu XVIII wieku była to wieś magnacka hrabstwa zabłudowskiego położona w Wielkim Księstwie Litewskim, powiecie grodzieńskim, województwie trockim. 
W 1915 roku większość mieszkańców Zwierek (głównie ludność prawosławna) masowo ewakuowała się w głąb Rosji w ramach tzw. bieżeństwa. Powroty w rodzinne strony rozpoczęły się dopiero po 1918 roku. Z tułaczki po Rosji wróciło do wsi niespełna 75% jej dawnych mieszkańców.
W 1921 roku wieś liczyła 38 domów i 203 mieszkańców, w tym 104 prawosławnych i 99 katolików.
W 1923 roku powstała w Zwierkach  komórka Komunistycznej Partii Zachodniej Białorusi, która w konspiracji działała do 1938 roku, to jest do rozwiązania tej partii.
W 1980 r. wieś Zwierki liczyła 195 mieszkańców zamieszkałych w 48 domach (z tego kilkanaście na koloniach). W owym czasie miejscowość posiadała charakter dwuwyznaniowy. Siedzibą parafii zarówno dla rzymskokatolickich jak i dla prawosławnych mieszkańców wsi był pobliski Zabłudów. Zwierki były również wówczas dwujęzyczne. Starsi mieszkańcy Zwierek w codziennej komunikacji posługiwali się gwarą języka białoruskiego, pozostali (młodzież i ludność rzymskokatolicka) porozumiewali się gwarą języka polskiego.  
W latach 1954–1959 wieś była siedzibą gromady Zwierki. W latach 1975–1998 miejscowość administracyjnie należała do województwa białostockiego.
Według Narodowego Spisu Powszechnego z roku 2011 wieś liczyła 234 mieszkańców.

## Urodzeni w Zwierkach
- Gabriel Zabłudowski (1684–1690) – święty prawosławny

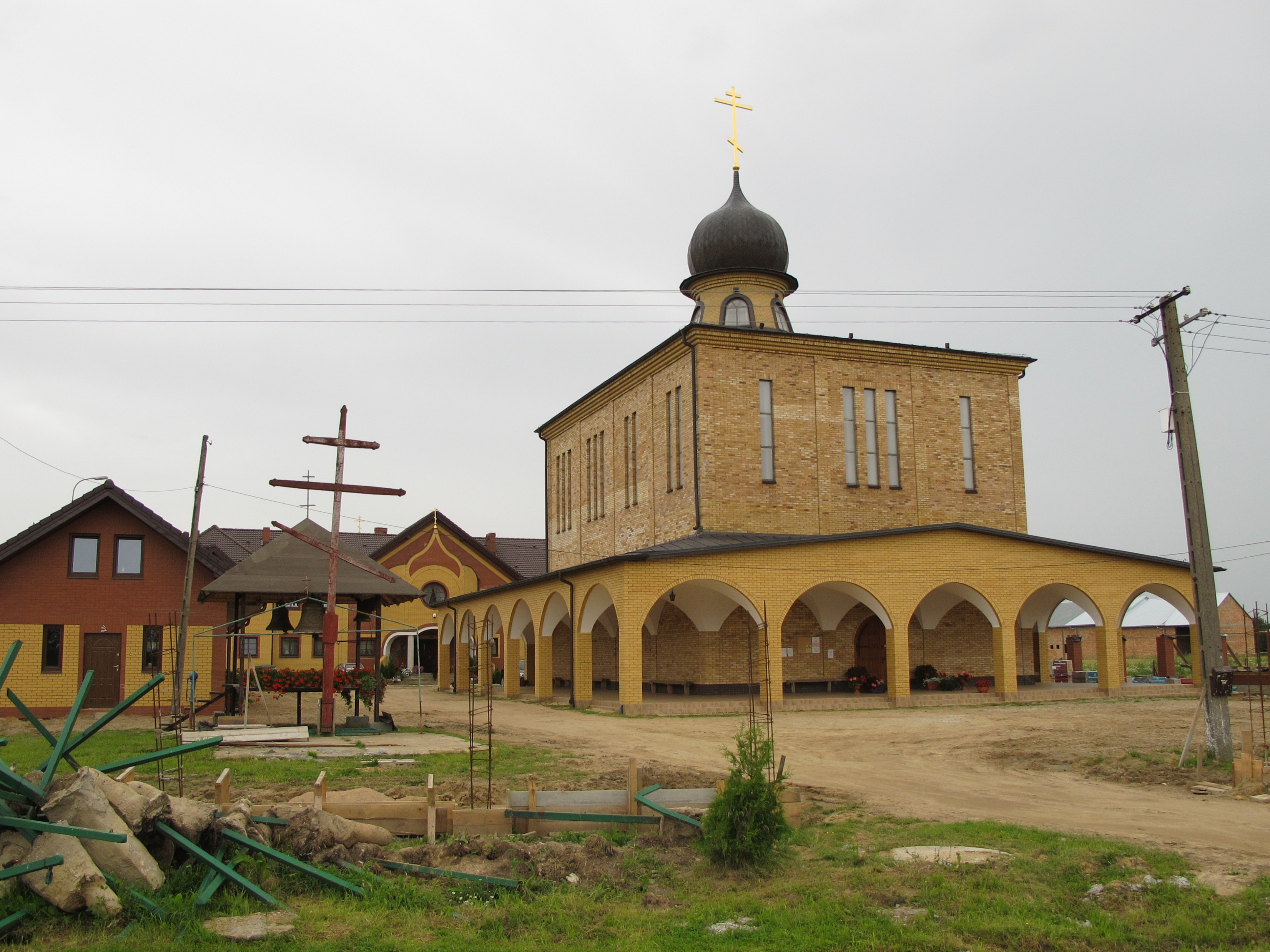
Cerkiew św. Męczennika Gabriela; w głębi budynki monasteru

## Inne
We wsi znajduje się prawosławny żeński monaster Narodzenia Przenajświętszej Bogurodzicy (Zwierki 46) oraz przyklasztorna cerkiew św. Męczennika Gabriela. 
W strukturach administracyjnych Cerkwi Prawosławnej w Polsce wieś podlega parafii pw. Zaśnięcia Najświętszej Marii Panny w pobliskim Zabłudowie.